# ジュエルカフェ
 ジュエルカフェ（JEWEL CAFE）は、株式会社クレインが運営する、ブランド品、宝石、貴金属等の買取専門店。「買取を身近なものに。気軽に足を運べる場所に」をコンセプトに、全国の有名商業施設にオープンで入りやすい店舗づくりに注力し、主に女性スタッフが店頭で対応、接客とサービスに強みを持っている。

## 概要
イメージモデルにタレントの藤本美貴を起用し、店頭買取を中心に、宅配買取や出張買取も行う。買取専門店は全て直営で、全国に250店舗を展開。海外は台湾・香港・マレーシア・タイ・シンガポール・フィリピン・インドネシアに進出している。
取扱いジャンルは時計、バッグ、宝石・ジュエリー、貴金属、アパレルなどを中心に、骨董品や美術品、酒類や食器など。仕入れた商品は主に、自社で運営するECサイトやBtoBのオークションなどで販売する。

## 沿革
- 2007年（平成19年） - 買取専門店の「ジュエルカフェ」1号店開店。
- 2008年  (平成20年)  - ジュエルカフェ30店舗目を出店。

- 2009年（平成21年） - 国内62店舗、香港でジュエルカフェ店舗を開店。
- 2009年（平成21年） - 渡辺裕之を起用したテレビCM【貴金属刑事】を放送[8]。

- 2010年（平成22年） - 台湾でジュエルカフェを開店。ジュエルカフェ100店舗達成。
- 2011年  (平成23年)  - イメージを一新したローカルCMを放映[9]。
- 2012年  (平成24年)  - マスコットキャラクターのジュエルぐまをメインに親しみあるテレビCMを放映[10]。

- 2013年（平成25年） - マレーシアでジュエルカフェを開店。
- 2013年  (平成25年)  -  人気ダンスグループ「MAX」を起用したテレビCMがオンエア[11]。
- 2017年  (平成29年)  - 一部の店舗でiPhone修理サービスを開始[12]。
- 2020年  (令和2年)   - イメージモデルに南野陽子を起用。
- 2020年  (令和2年)   - 市場調査により買取業界顧客満足度1位を獲得[13]。
- 2023年  (令和5年)   - イメージモデルに藤本美貴を起用。タイとシンガポールでジュエルカフェを開店。
- 2024年  (令和6年)   - フィリピンとインドネシアでジュエルカフェを開店。
- 2025年  (令和7年)   - マスコットキャラクター「ジュエルぐま[14]」のテレビCMが全国放映[15]。

## 店舗
全国250店舗で展開

## 関連会社
- 株式会社クレイン